# Askwith
Askwith – wieś w Anglii, w hrabstwie North Yorkshire, w dystrykcie (unitary authority) North Yorkshire. Leży 44 km na zachód od miasta York i 291 km na północ od Londynu.